# The Way Life Goes (album)
The Way Life Goes è il primo album in studio del cantante statunitense Tom Keifer, pubblicato il 29 aprile 2013.
Si tratta del primo disco composto interamente da materiale inedito di Keifer o dei Cinderella dai tempi di Still Climbing nel 1994.
L'album ha debuttato alla 78ª posizione della classifica Billboard 200 negli Stati Uniti.
The Way Life Goes (edizione Deluxe) è stato pubblicato il 20 ottobre 2017. L'album è composto da un CD e da un DVD bonus.

## Tracce
1. Solid Ground (Savannah Keifer, Tom Keifer) – 4:08
2. A Different Light (Savannah Keifer, Tom Keifer) – 3:57
3. It's Not Enough (Kent Agee, Savannah Keifer, Tom Keifer) – 3:05
4. Cold Day in Hell (Tom Keifer, Jim Peterik) – 3:42
5. Thick and Thin (Tom Keifer) – 3:44
6. Ask Me Yesterday (Savannah Keifer, Tom Keifer, Jim Peterik) – 3:56
7. Fools Paradise (Tom Keifer) – 3:25
8. The Flower Song (Tom Keifer, Jim Peterik) – 4:11
9. Mood Elevator (Savannah Keifer, Tom Keifer) – 3:36
10. Welcome to My Mind (Blair Daly, Savannah Keifer, Tom Keifer) – 3:25
11. You Showed Me (Tom Keifer) – 4:21
12. Ain't That a Bitch (Savannah Keifer, Tom Keifer, Conley White) – 3:09
13. The Way Life Goes (Tom Keifer) – 3:45
14. Babylon (Doug Gordon, Savannah Keifer, Tom Keifer) – 3:34

### Tracce bonus
1. Nobody’s Fool (feat. Lzzy Hale)
2. With A Little Help From My Friends
3. Nobody’s Fool (piano version)

### Disco 2 edizione deluxe
1. The Way Life’s Goin’ (documentario)
2. Solid Ground (video musicale)
3. The Flower Song (video musicale)
4. It’s Not Enough (video musicale)
5. It’s Not Enough (lyric video)
6. Album Promo
7. Cathouse Live
8. Count Vamp’d Las Vegas
9. Farm Rock Chicago

## Formazione
- Tom Keifer – voce, chitarra acustica, chitarra elettrica, slide guitar, tastiere
- Michael Rhodes – basso
- Tony Harrell – pianoforte, organo Hammond, Wurlitzer, clavinet
- Greg Morrow – batteria, percussioni

### Altri musicisti
- Jeff LaBar – chitarra (traccia 9)
- Pat Buchanan – chitarra e armonica (tracce 4, 6, 8, 11 e 13)
- Gary Burnette – chitarra (traccia 11)
- Ron Wallace – chitarra acustica (traccia 6)
- Etta Britt – cori (tracce 1, 4, 6, 8 e 13)
- Crystal Taliaferro – cori (tracce 1 e 4)
- Savannah Keifer – cori (tracce 2, 3, 6, 9 e 10)
- Vicky Carraco – cori (tracce 4, 6, 8 e 13)
- Chuck Turner – cori (traccia 9)
- Jim Horne – sassofono (traccia 4)